# Max zu Schaumburg-Lippe
Wilhelm Eugen Georg Konstantin Maximilian Prinz zu Schaumburg-Lippe (ur. 28 marca 1898 roku w Wels, zm. 4 lutego 1974 roku w Salzburgu) – niemiecki kierowca wyścigowy.

## Kariera
W swojej karierze wyścigowej zu Schaumburg-Lippe poświęcił się startom w wyścigach Grand Prix oraz w wyścigach samochodów sportowych. W 1939 roku Niemiec odniósł zwycięstwo w klasie 2 24-godzinnego wyścigu Le Mans. W klasyfikacji generalnej uplasował się na drugiej pozycji.
W latach 1926-1927 startował w Grand Prix Niemiec. W pierwszym sezonie został sklasyfikowany na szóstym miejscu. Rok później nie dojechał do mety.